# Maja Dahlqvistová
Maja Dahlqvist, přechýleně Dahlqvistová (* 15. dubna 1994 Falun) je švédská běžkyně na lyžích. V běhu na lyžích je trojnásobnou mistryní světa a trojnásobnou olympijskou medailistkou.

## Sportovní kariéra
V běhu na lyžích je hlavně specialistka na sprinterské tratě.

## Výsledky

### Výsledky ve Světovém poháru
| Sezóna  | Věk | Sezónní výsledky | Sezónní výsledky | Sezónní výsledky | Sezónní výsledky | Výsledky na Ski Tour | Výsledky na Ski Tour | Výsledky na Ski Tour | Výsledky na Ski Tour |
| Sezóna  | Věk | Celkově          | Distance         | Sprinty          | U23              | Nordic Opening       | Tour de Ski          | WC Final             | Ski Tour Kanada      |
| ------- | --- | ---------------- | ---------------- | ---------------- | ---------------- | -------------------- | -------------------- | -------------------- | -------------------- |
| 2014/15 | 20  | 71.              | —                | 38.              | 9.               | —                    | —                    | —                    | —                    |
| 2015/16 | 21  | 65.              | —                | 46.              | 12.              | —                    | —                    | —                    | —                    |
| 2016/17 | 22  | 91.              | —                | 51.              | 15.              | —                    | —                    | —                    | —                    |
| 2017/18 | 23  | 46.              | 79.              | 17.              | —                | —                    | —                    | 37.                  | —                    |
| 2018/19 | 24  | 9.               | 31.              | 3.               | —                | 22.                  | —                    | 8.                   | —                    |
| 2019/20 | 25  | 30.              | 69.              | 9.               | —                | 45.                  | —                    | —                    | —                    |
| 2020/21 | 26  | 13.              | 19.              | 4.               | —                | 8.                   | 19.                  | —                    | —                    |
| 2021/22 | 27  | 10.              | 68.              | 1.               | —                | —                    | —                    | —                    | —                    |
| 2022/23 | 28  | 8.               | 30.              | 1.               | —                | —                    | DNF                  | —                    | —                    |
| 2023/24 | 29  | 20.              | 56.              | 4.               | —                | —                    | DNF                  | —                    | —                    |
| 2024/25 | 30  |                  |                  | 3.               | —                | —                    | DNF                  | —                    | —                    |

### Výsledky na OH
| Rok  | Věk | 10 km | 15 km skiatlon | 30 km hromadný start | sprint | 4 × 5 km štafeta | sprint dvojic |
| ---- | --- | ----- | -------------- | -------------------- | ------ | ---------------- | ------------- |
| 2022 | 27  | —     | —              | —                    | 2.     | 3.               | 2.            |

### Výsledky na MS
| Rok  | Věk | 10 km | 15 km skiatlon | 30 km hromadný start | sprint | 4 × 5 km štafeta | sprint dvojic |
| ---- | --- | ----- | -------------- | -------------------- | ------ | ---------------- | ------------- |
| 2019 | 24  | —     | —              | —                    | 6.     | —                | 1.            |
| 2021 | 26  | 34.   | —              | —                    | 9.     | —                | 1.            |
| 2023 | 28  | 10.   | —              | —                    | 3.     | 3.               | —             |
| 2025 | 30  | —     | —              | 17.                  | 4.     | —                | 1.            |